# Агадир
Агади́р (араб. أكادير‎; означает «форт», «стена» на берберском языке) — город на юго-западе Марокко, административный центр области Сус — Масса. Агадир также является историческим центром региона Сус. 

## Описание города
Город расположен на Атлантическом побережье Африки, недалеко от устья реки Сус, в 508 км к югу от города Касабланки. Агадир является одним из главных экономических центров Марокко, седьмым городом страны после Мекнеса. Агадирская агломерация включает города Инезган и Айт-Меллул. 

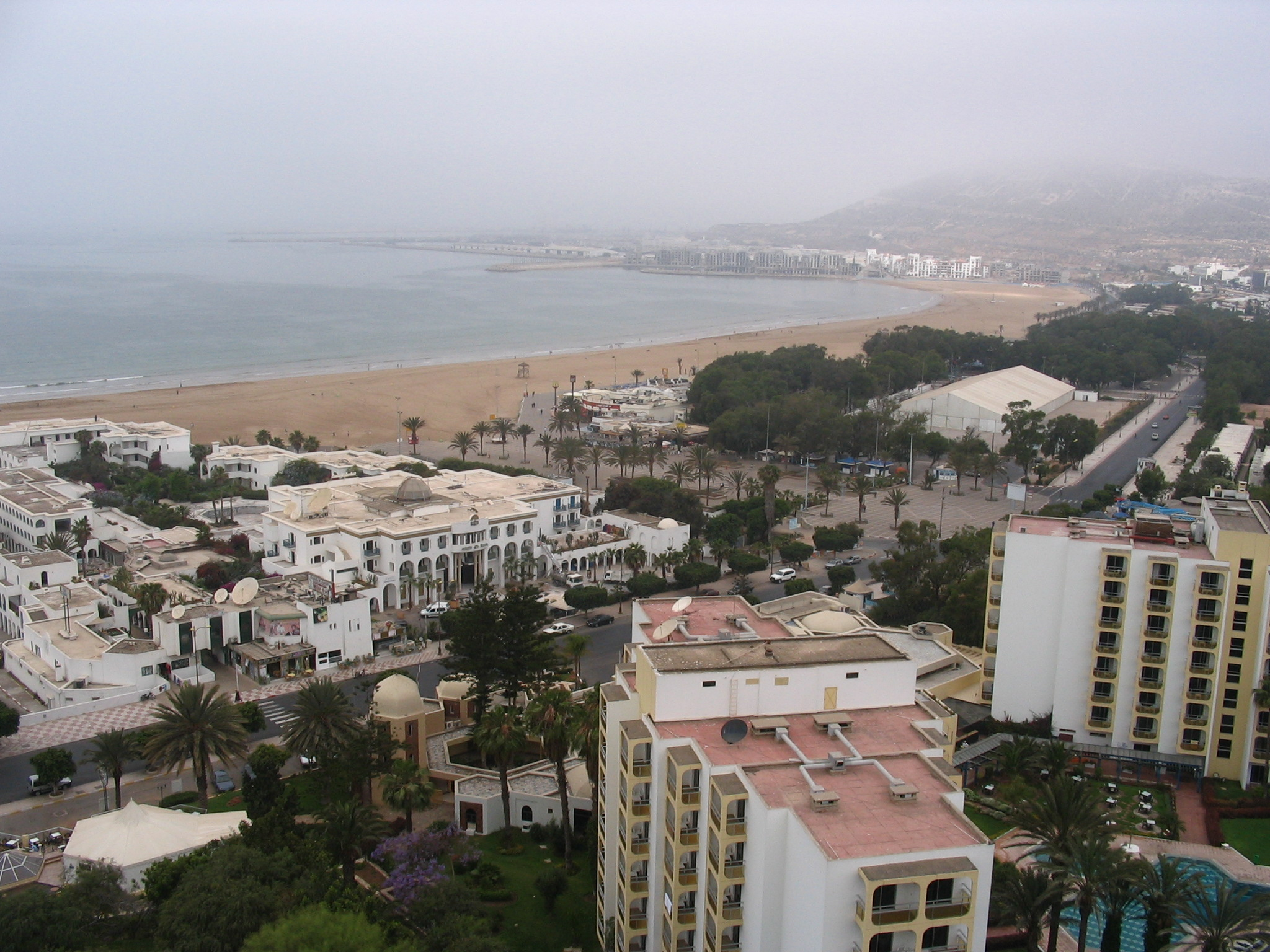
Океан. Вид с гостиницы Анези

Город поделён на исторические кварталы.

### Центр города
Состоит из бульваров Мохаммеда V и Хассана II, проспектов Генерала Кеттани, Мохаммеда VI, Мулей Абделлаха и Мохтара Сусси, большого проспекта ФАР (FAR). Его частью также являются Площадь Салам, Площадь Надежды.
Среди достопримечательностей: парк «Долина Птиц», стена памяти, ливанская мечеть Лубнан.

### Новый Талборжт
Главная артерия квартала — бульвар Мохаммед шейх Саиди. Другие большие проспекты — Президента Кеннеди, Мулай Исмаила, Мулай Юссефа. Там же расположена мечеть Мохаммеда V, парк Олгао, носящий имя португальского города-побратима Агадира, музей-мемориал «Память Агадира» и сад Ибн-Зайдун. На территории квартала расположены несколько отелей и ресторанов.

### Старый Талборжт
Коммерческий квартал, стёртый во время землетрясения 1960 года, в настоящее время не пригоден для застройки. Главная артерия — длинный проспект Эль-Мун, растянувшийся на более чем два километра.

### Крепость
Крепость Уфелла (также известная как касба Агадира), наиболее старый квартал Агадира, была возведена в XVI веке. Сегодня от крепости осталась только стена, восстановленная после Агадирского землетрясения. Внутренняя часть, как и в Старом Талборжте, не пригодна для строительства.

### Побережье
На побережье Агадира есть множество ресторанов, гостиниц и кафе. Вдоль пляжа расположены жилые кварталы. В территорию квартала входит бульвар 20 августа, проспект Тавада (Tawada), бульвар Карниза (побережье), бульвар Абдеррахим Буабид и проспект реки Сусс (oued Souss).

### Старая часть города
Построенная в 1992 на Бену Сергао (в 4,5 км от центра), старая часть города является восстановленным в архитектурно традиционном марокканском стиле музеем на открытом воздухе. Она включает в себя мастерские мелких предприятий, музей, индивидуальные жилые дома, маленький отель и экзотический сад.

### Жилые кварталы
Жилые кварталы состоят из вилл, расположенных близко к проспекту Фарс. В этом квартале проживает бо́льшая часть состоятельных агадирцев. Главные артерии — проспект Каира и Организации Объединённых Наций.

### Порт
В Агадире расположен самый крупный рыболовецкий порт страны. Проспект Порта, основной в квартале, окружен заводами консервов.

## Климат
| Показатель                                                            | Янв. | Фев. | Март | Апр. | Май  | Июнь | Июль | Авг. | Сен. | Окт. | Нояб. | Дек. | Год   |
| --------------------------------------------------------------------- | ---- | ---- | ---- | ---- | ---- | ---- | ---- | ---- | ---- | ---- | ----- | ---- | ----- |
| Абсолютный максимум, °C                                               | 32   | 32   | 35   | 38   | 42   | 38   | 47   | 47   | 43   | 38   | 36    | 32   | 47    |
| Средний суточный максимум, °C                                         | 20,4 | 21,0 | 22,4 | 21,9 | 23,2 | 24,0 | 26,1 | 26,1 | 26,4 | 25,3 | 23,5  | 20,7 | 23,4  |
| Средняя температура, °C                                               | 14,1 | 15,2 | 16,7 | 17,0 | 18,7 | 20,2 | 22,0 | 22,2 | 21,9 | 20,3 | 17,9  | 14,6 | 18,4  |
| Средний суточный минимум, °C                                          | 7,9  | 9,4  | 10,9 | 12,0 | 14,2 | 16,4 | 18,0 | 18,2 | 17,3 | 15,2 | 12,3  | 8,5  | 13,4  |
| Абсолютный минимум, °C                                                | 1    | 2    | 1    | 3    | 8    | 11   | 12   | 8    | 10   | 6    | 1     | 1    | 1     |
| Норма осадков, мм                                                     | 45,5 | 42,4 | 31,1 | 25,9 | 3,5  | 1,1  | 0,1  | 0,2  | 3,0  | 25,8 | 52,6  | 60,7 | 291,9 |
| Температура воды, °C                                                  | 15   | 16   | 17   | 18   | 19   | 20   | 22   | 22   | 22   | 21   | 19    | 17   | 19    |
| Источник: Гонконгская обсерватория, Weatherbase, Туристический портал |      |      |      |      |      |      |      |      |      |      |       |      |       |

## Города-побратимы
Агадир является городом-побратимом следующих городов:
- Нант (Франция)
- Ольян (Португалия)
- Майами (США)
- Окленд (США)

## Галерея

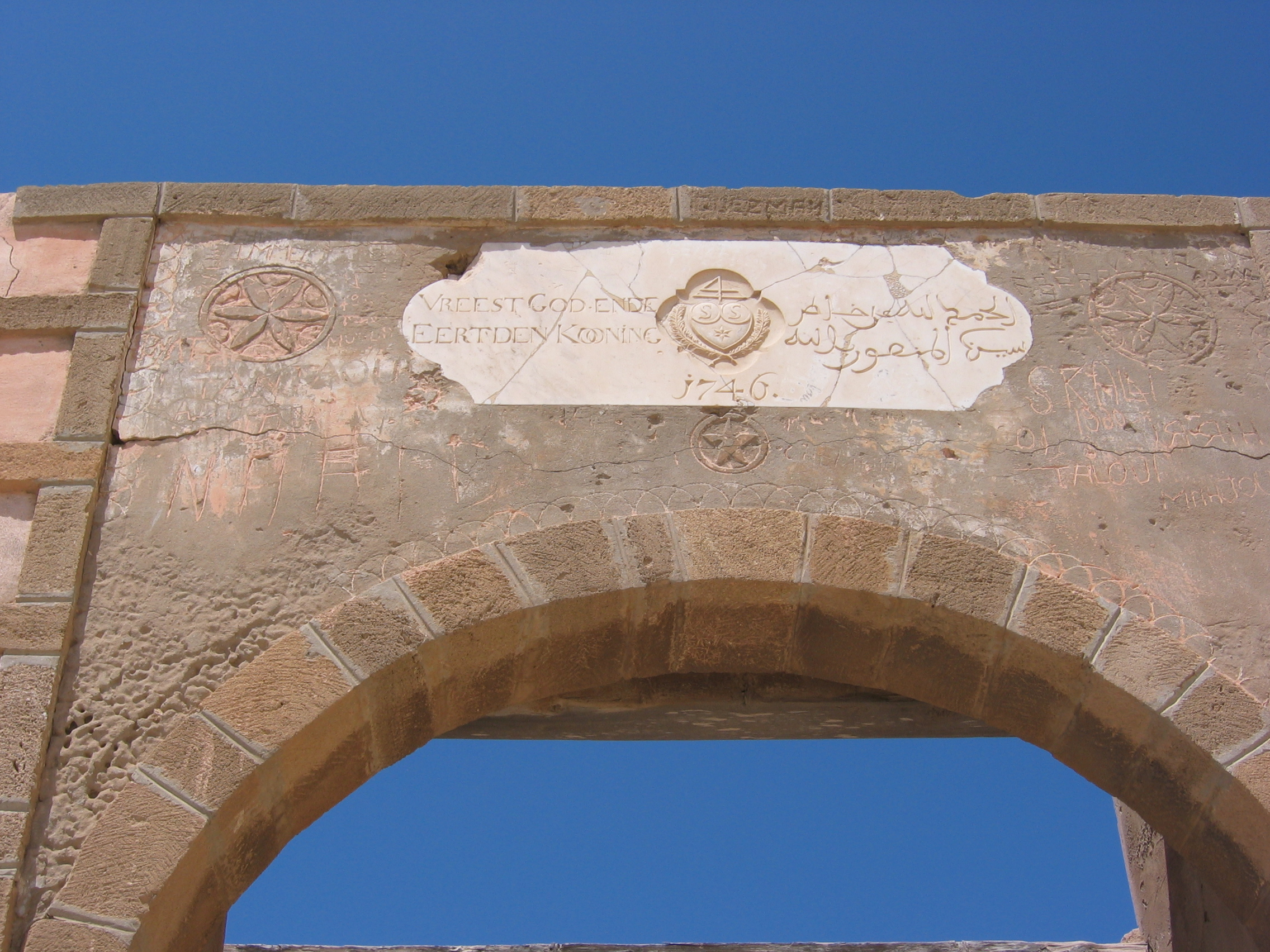
Вход в Касбу
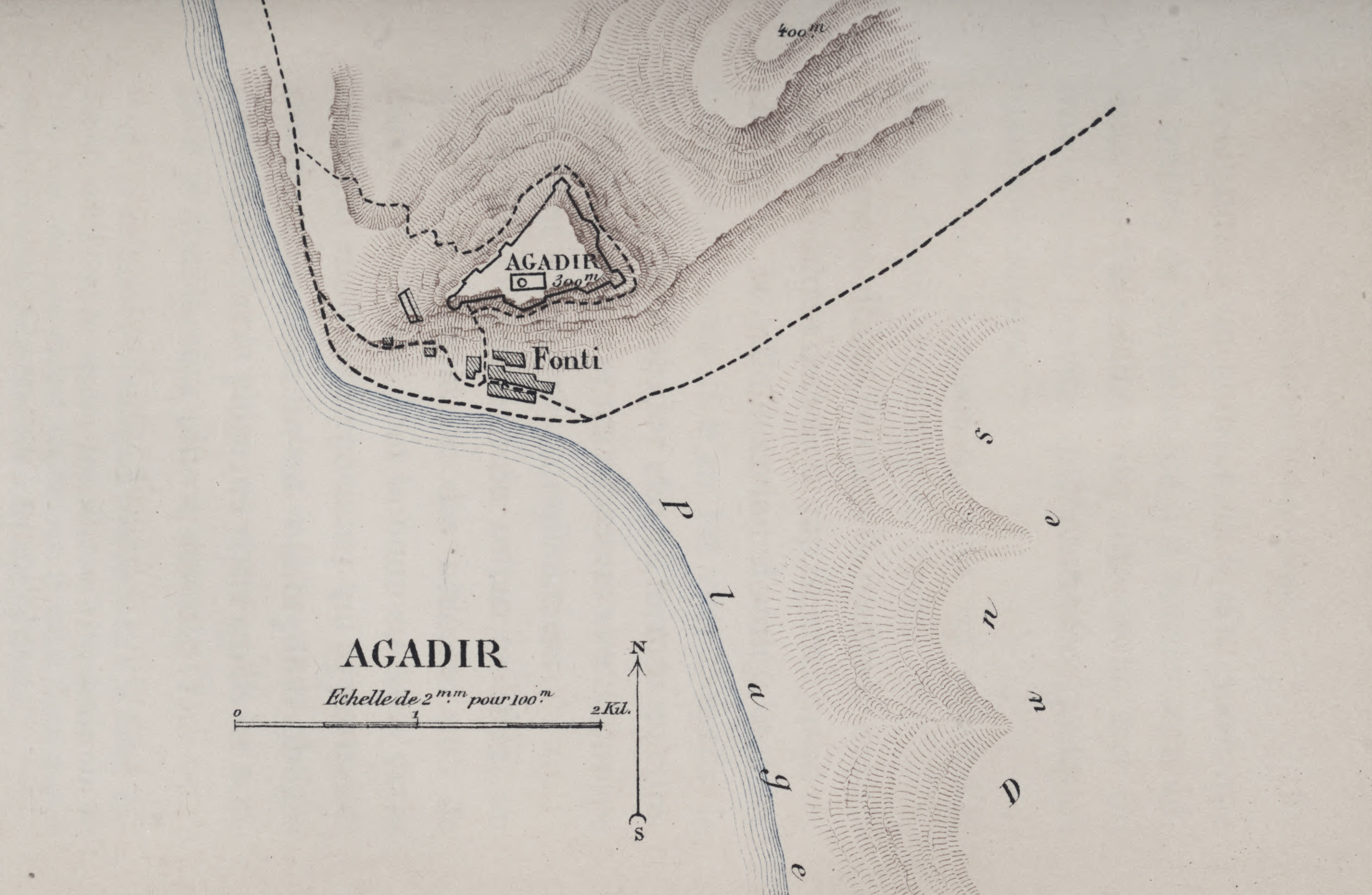
Карта Агадира в 1885 году Жюля Эркмана
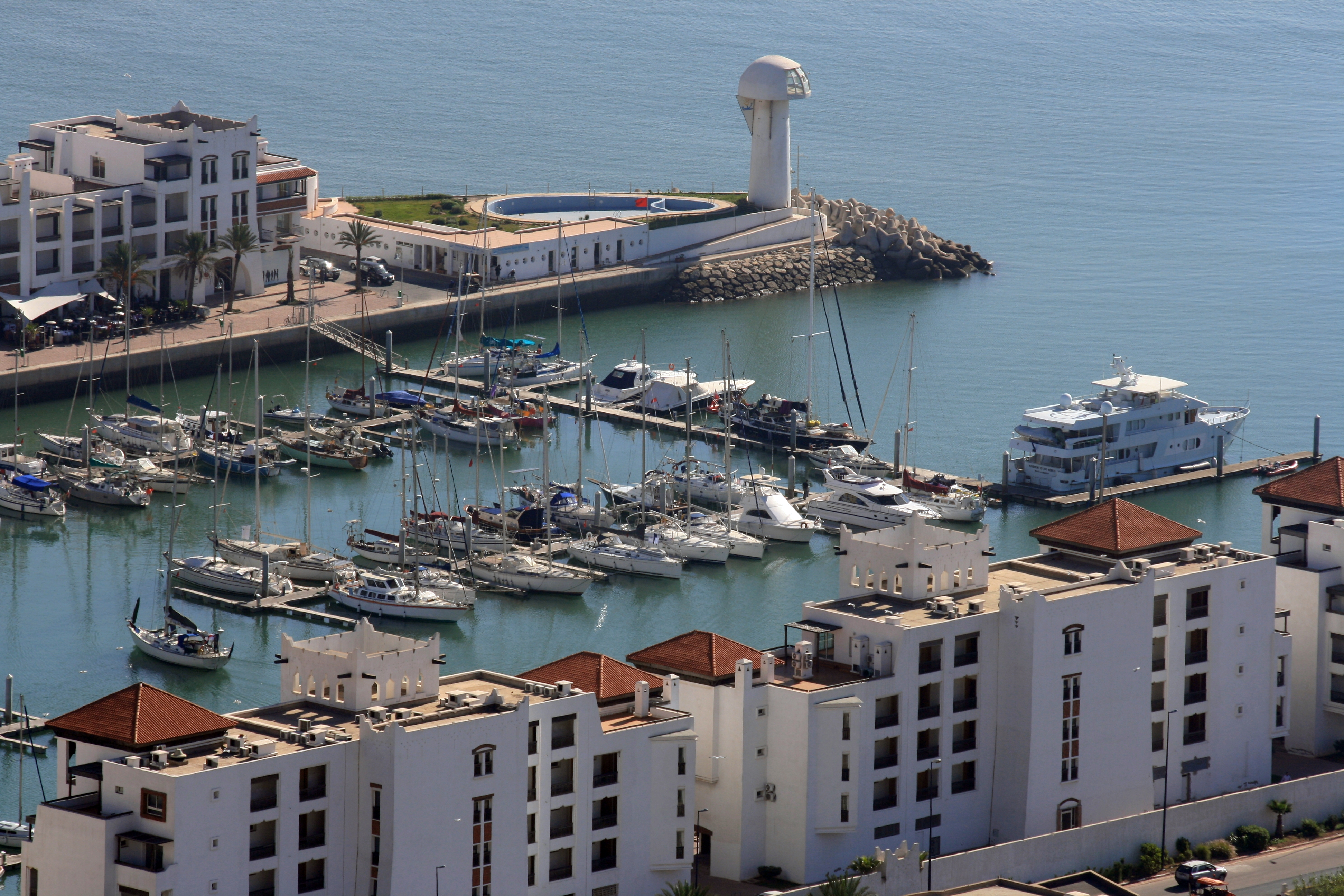
Марина Агадира
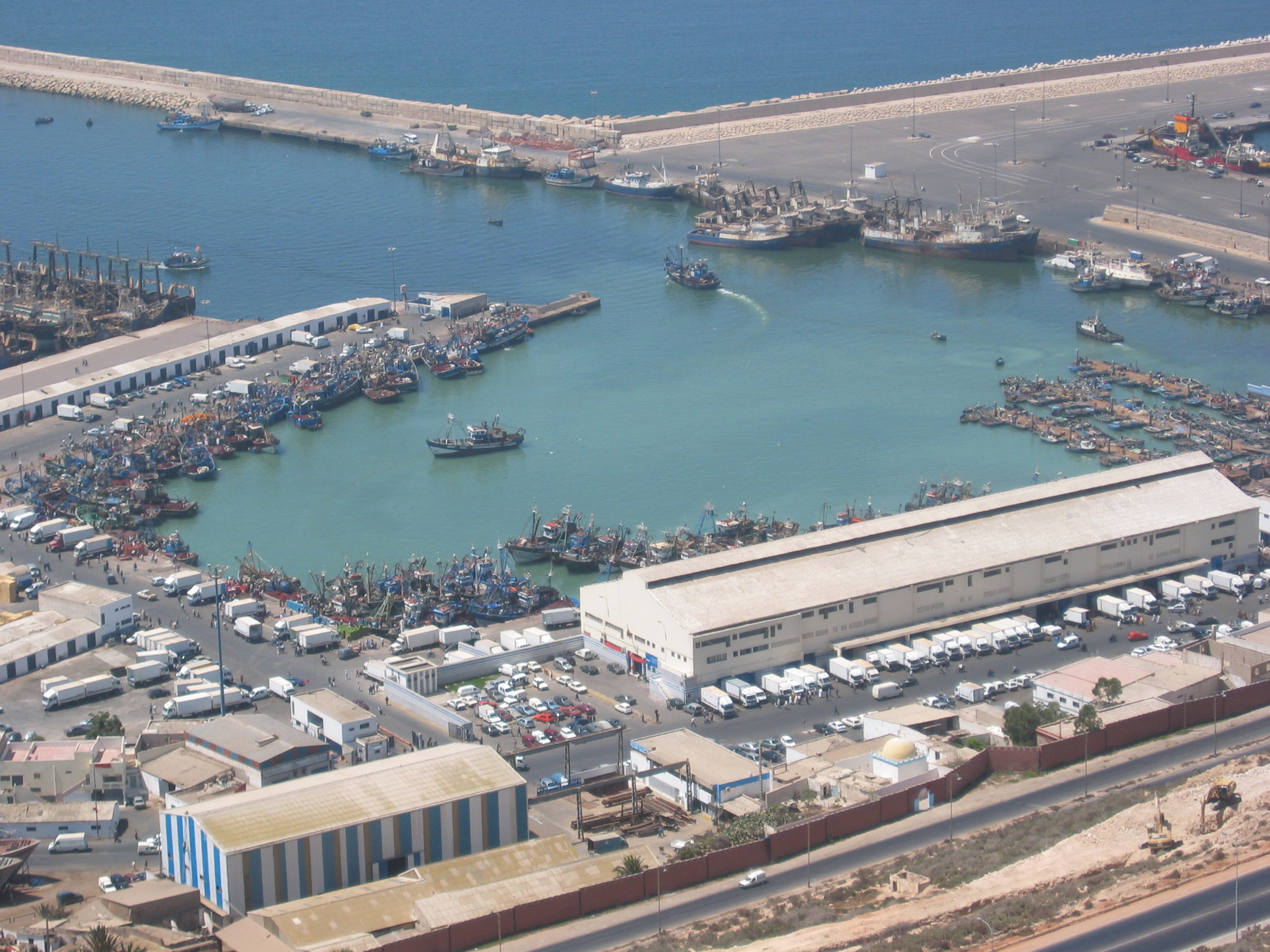
Рыбный порт Агадира
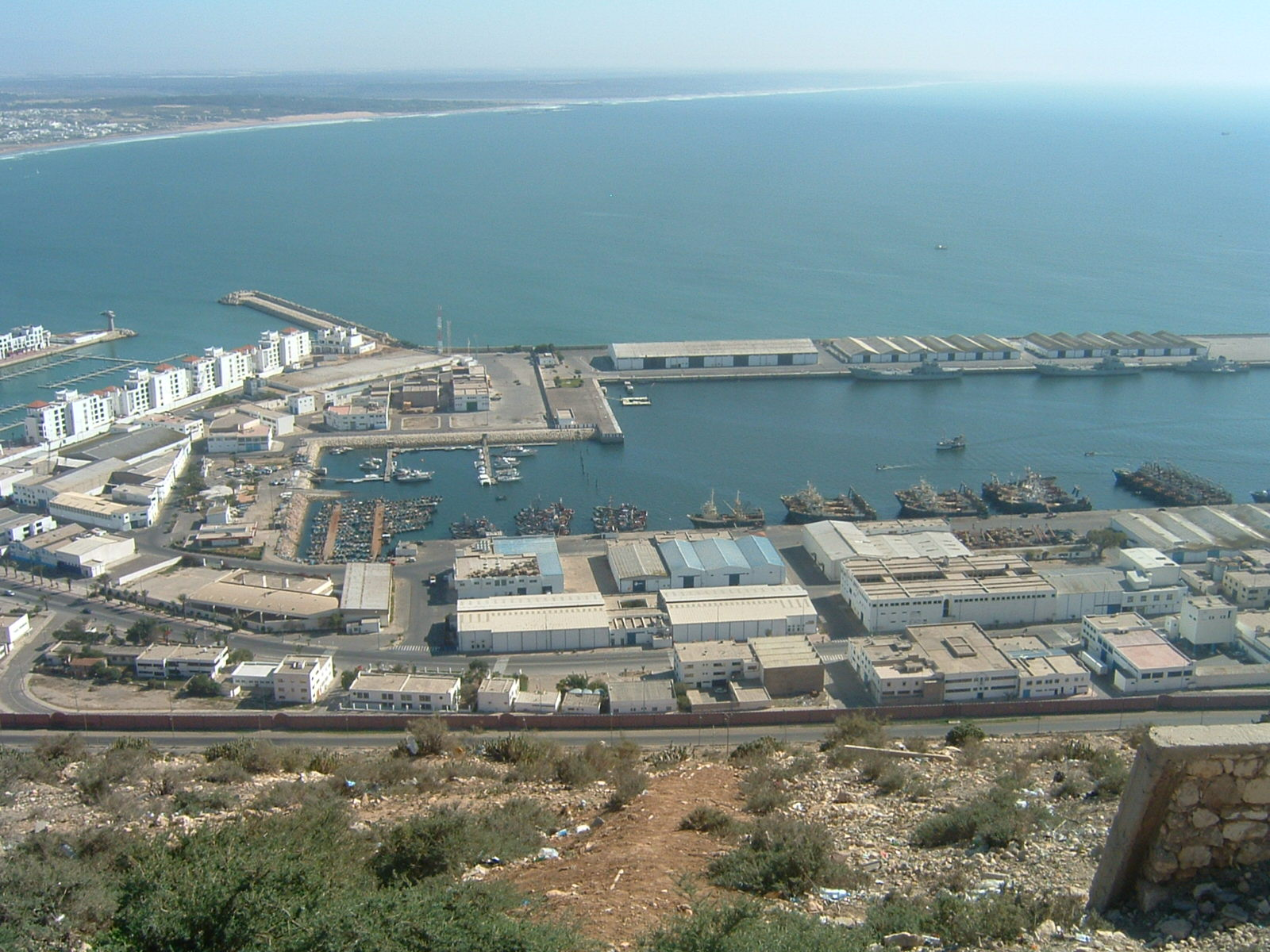
Рыбный порт, видимый из Касбы
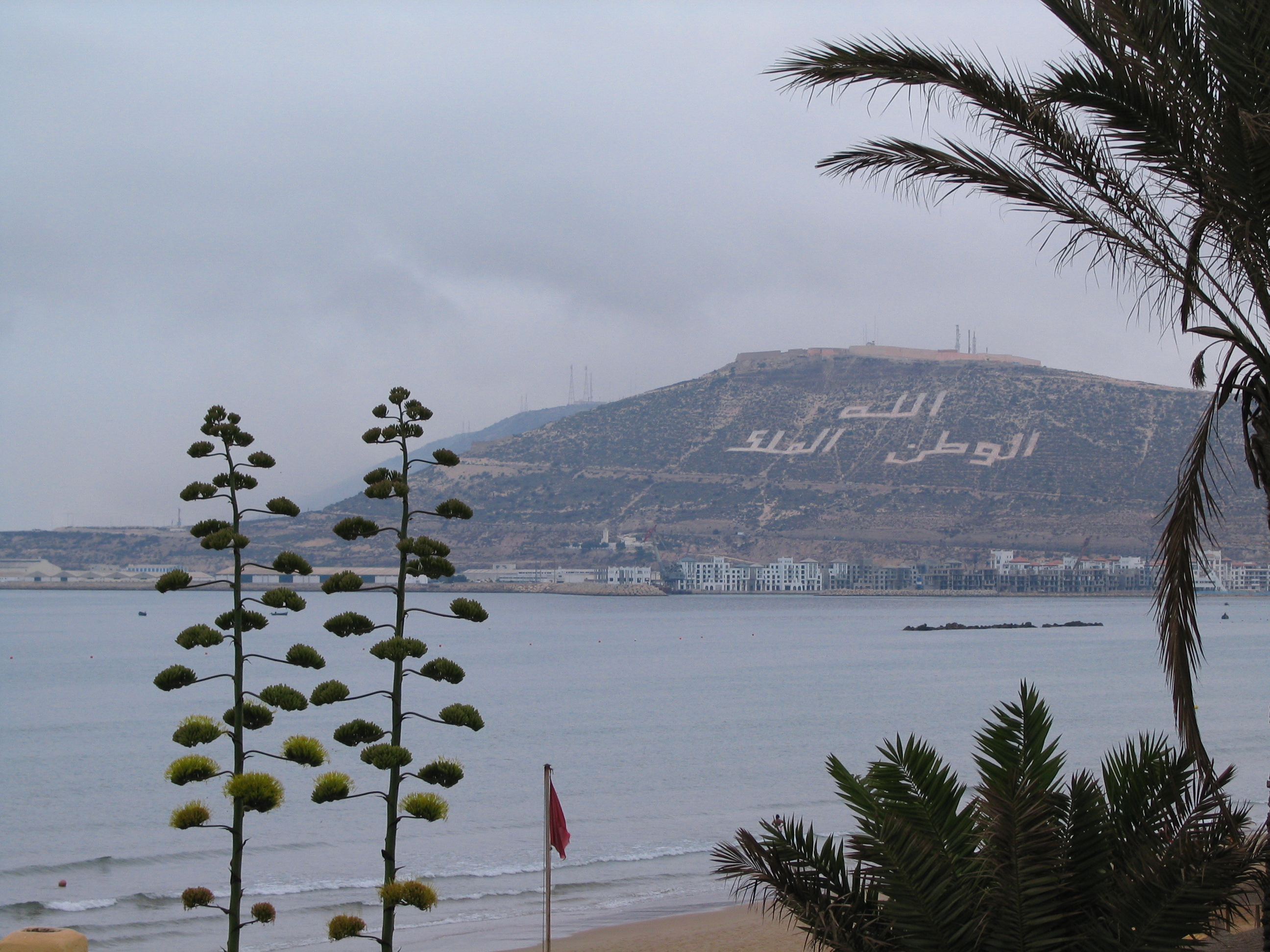
Холм старой Касбы
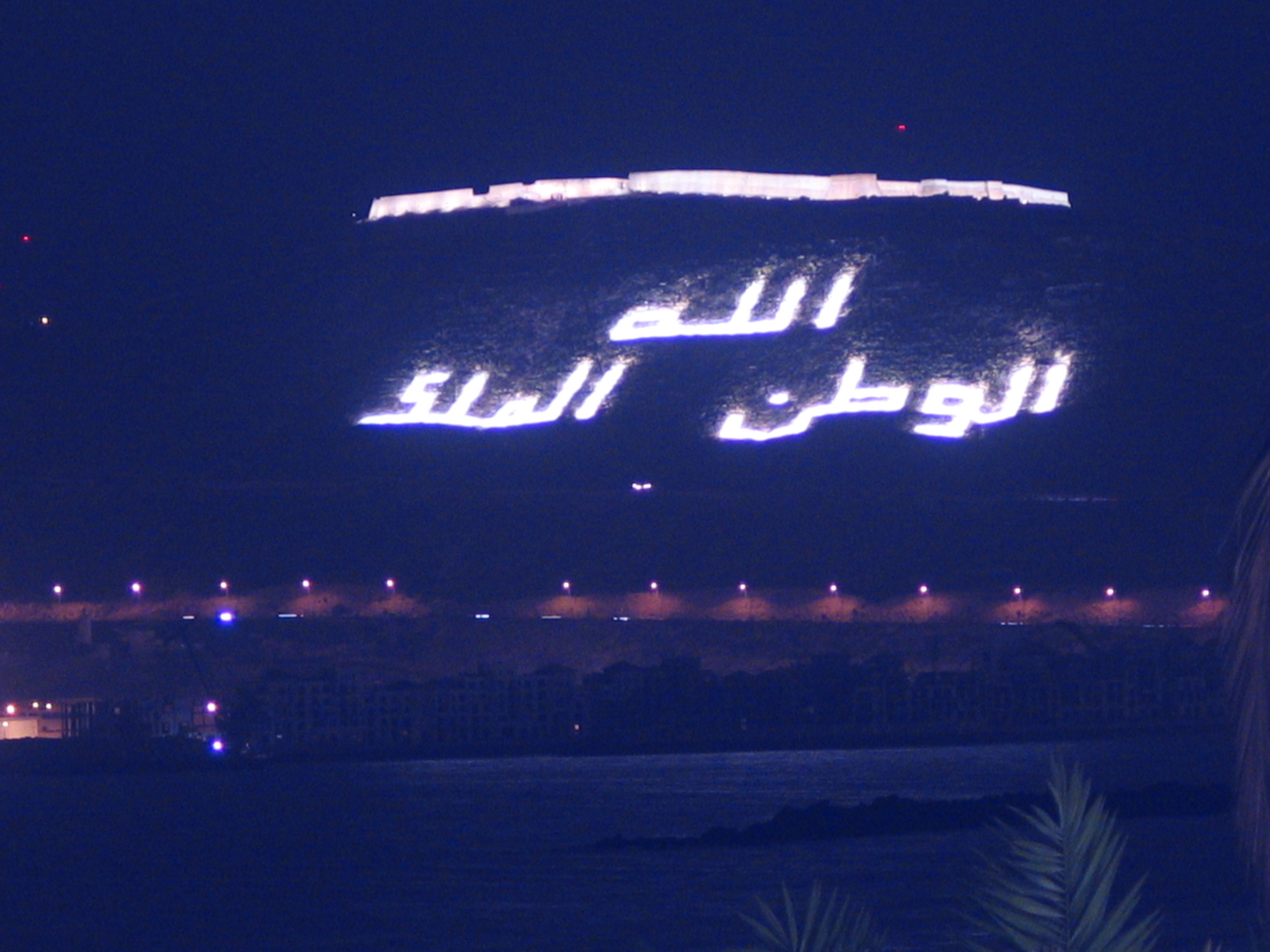
Касба ночью
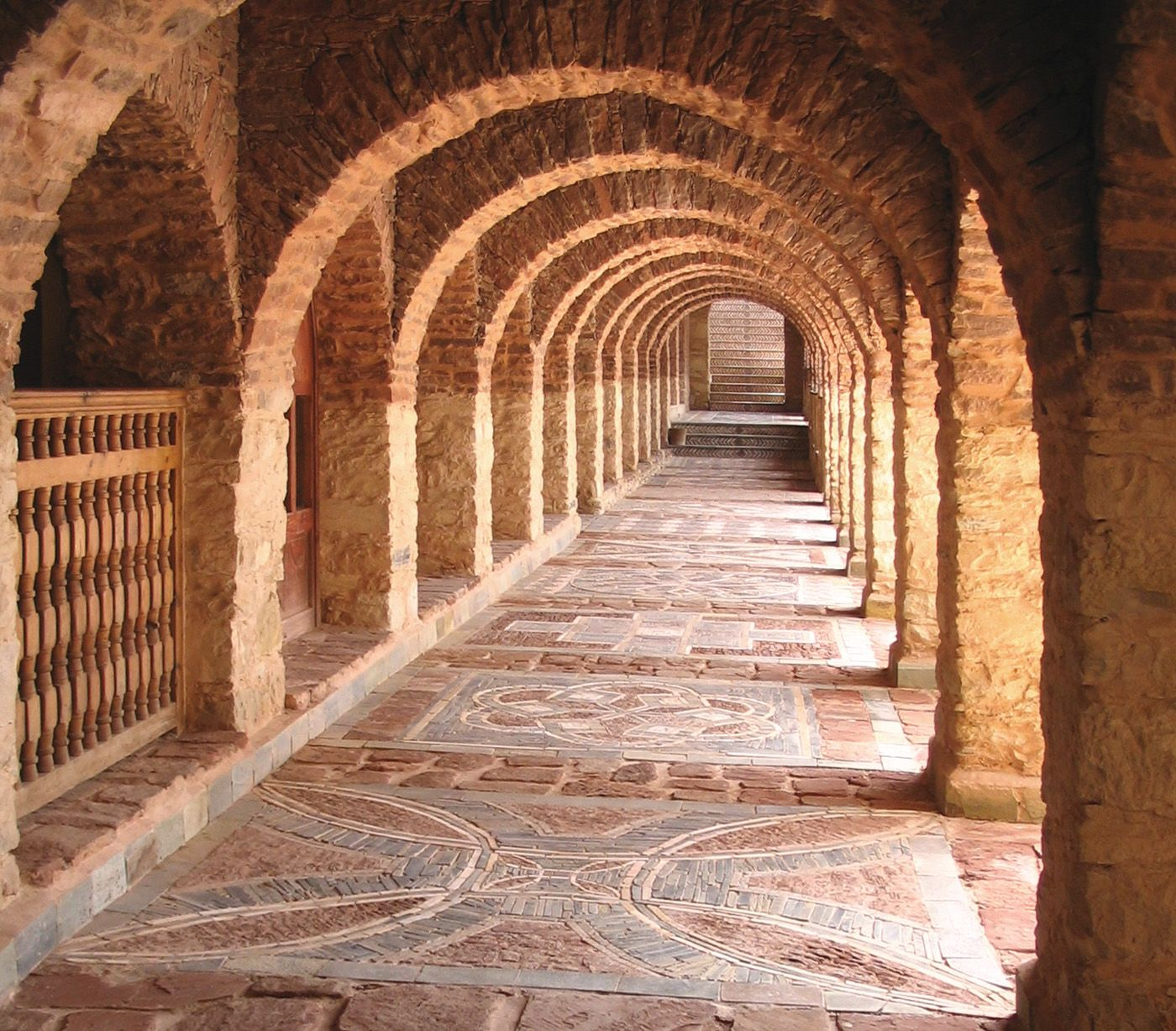
Ла Медина
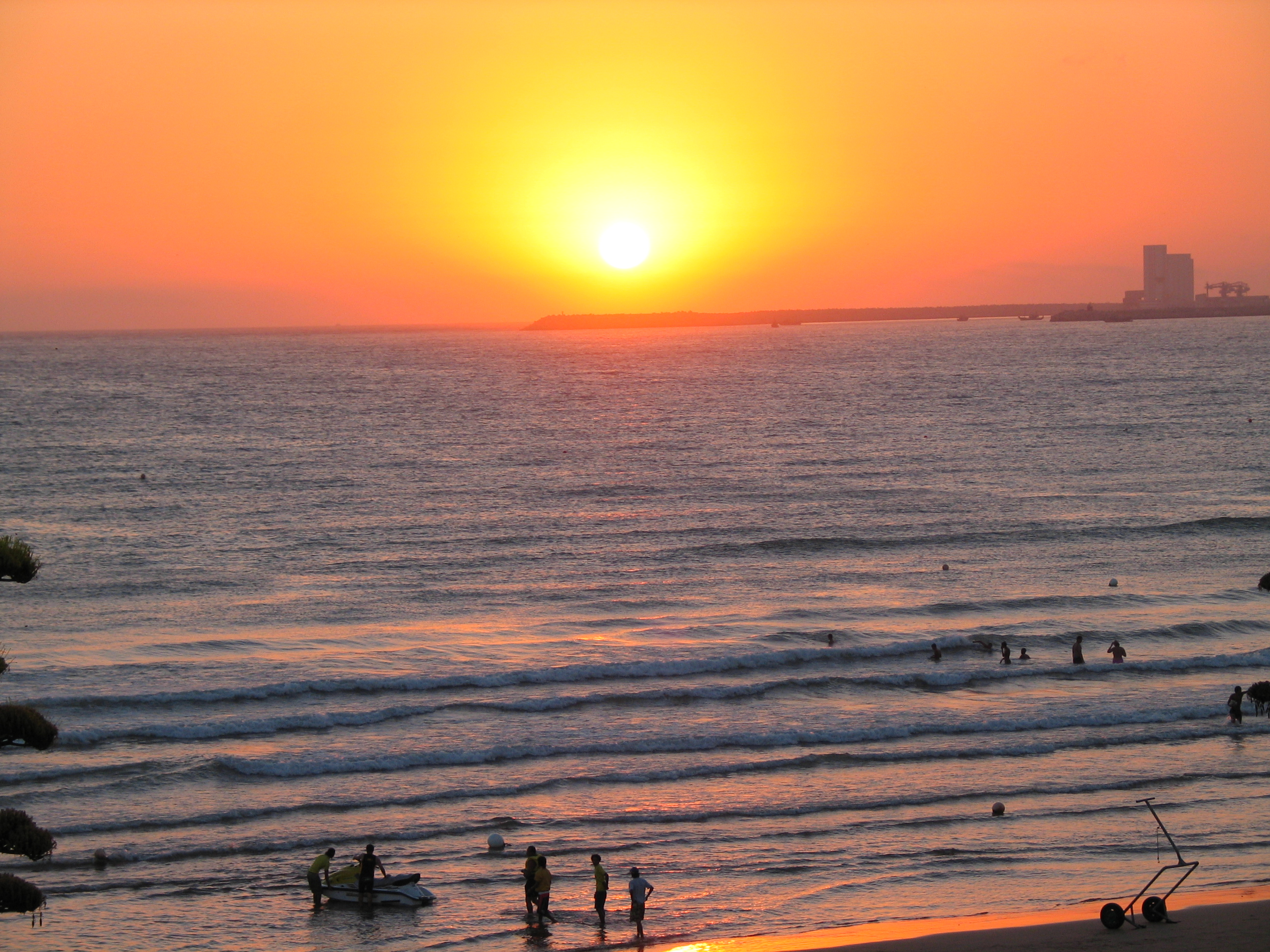
Закат в Агадире
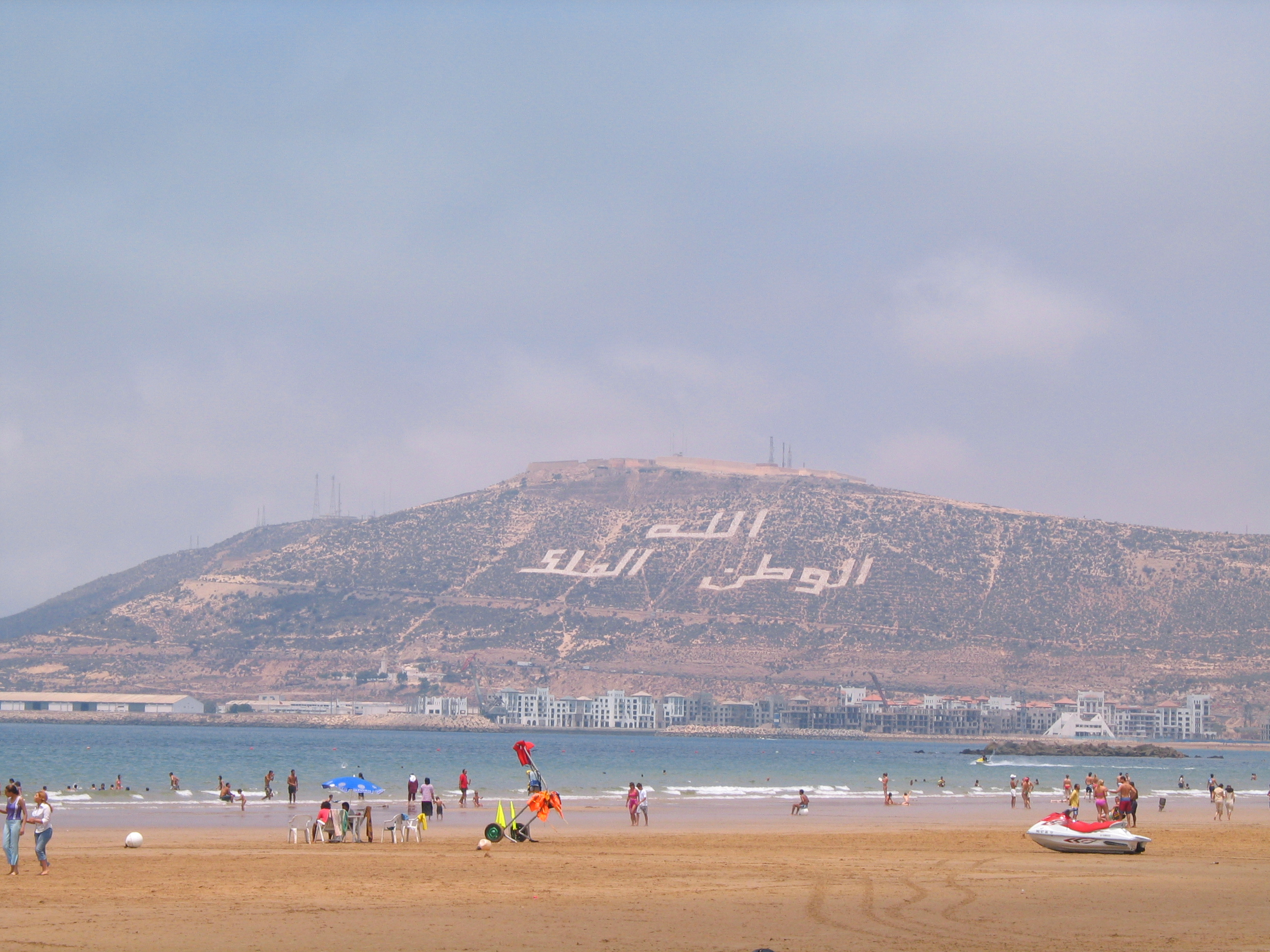
Пляж Агадира